# Вонс
Вонс (нід. Wons) — село в нідерландській провінції Фрисландія. Входить до муніципалітету Південно-Західна Фрисландія.
Його площа становить 6,88км², а населення станом на 2021 рік складало 285 осіб.
Перша згадка про населений пункт датується 1270-им роком.

## Галерея

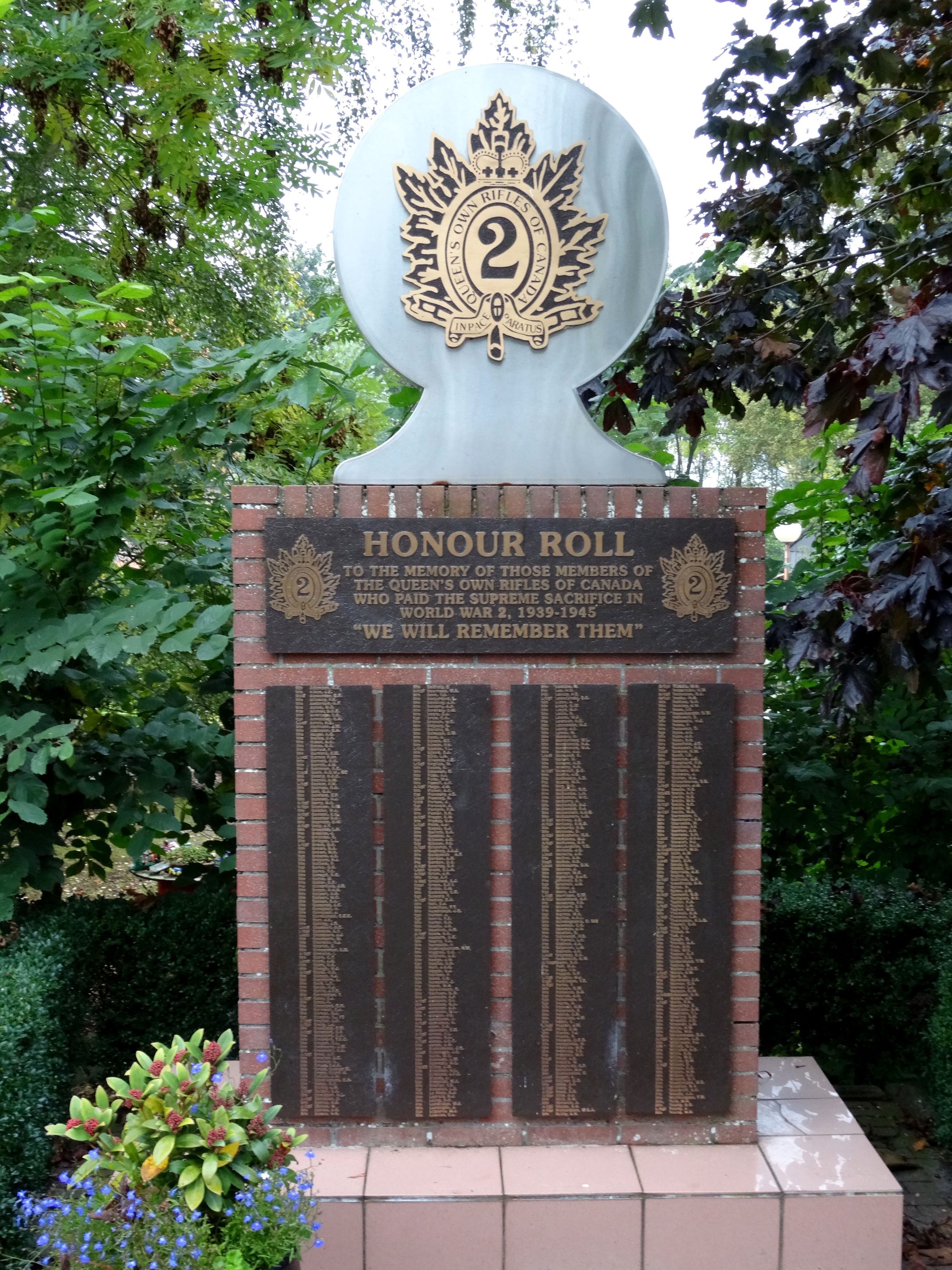
Монумент жертвам Другої світової війни
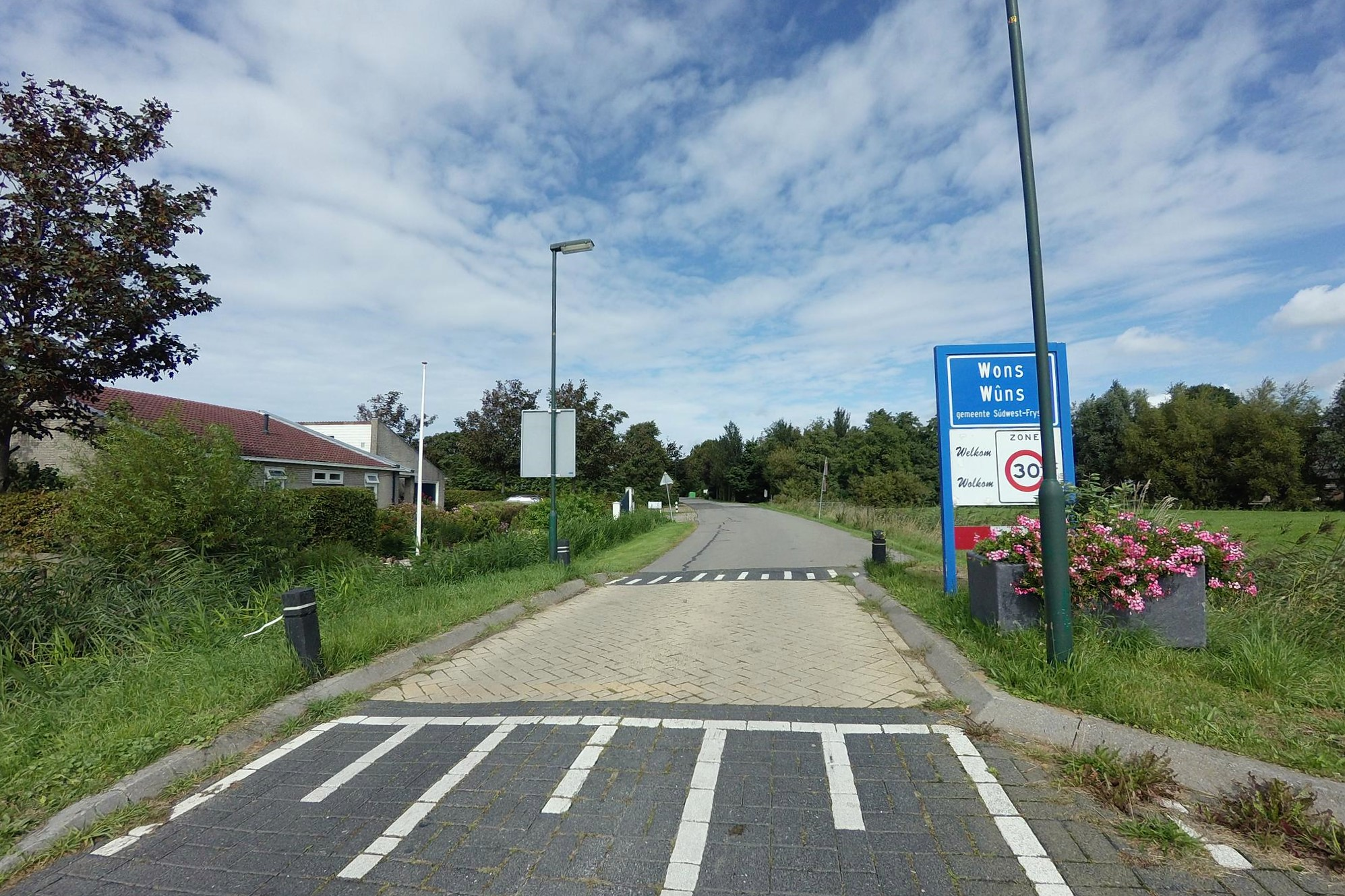
В'їзд до села